# Revue de la Presse
Die Revue de la Presse ist eine Sprachzeitung mit Originalartikeln aus der französischsprachigen Presse.
Sie gehört zu den Sprachzeitungen des Bremer Verlags Carl Ed. Schünemann KG. Seit 1954 erscheint die Zeitung einmal im Monat, zunächst in der Eilers & Schünemann-Verlag-KG, die seit 2008 fest mit dem Schünemann-Verlag fusioniert ist.

## Themen
Die Revue de la Presse bietet eine Auswahl von aktuellen Beiträgen aus Politik und Wirtschaft, Gesellschaft und Kultur, Technik und Umwelt sowie Freizeit. Jede Ausgabe enthält außerdem Artikel, die von Muttersprachlern verfasst werden: einige leichte Artikel, zwei Seiten français facile sowie unter der Rubrik À table („Zu Tisch“) typische französische Kochrezepte.
Berichtet wird hauptsächlich über Frankreich, aber auch über andere französischsprachige Regionen. Inhaltlich werden spezifisch landeskundliche Ereignisse vermittelt, die in Frankreich bzw. den  frankophonen Ländern von großem Interesse sind, in den deutschen Medien jedoch häufig nur am Rande bzw. gar nicht erwähnt werden.
Die Zeitung wendet sich insbesondere an Lernende der französischen Sprache. Vokabelübersetzungen zu den einzelnen Zeitungsartikeln ermöglichen das Lesen der Beiträge – ohne Nachschlagen im Wörterbuch – auch für Französischlernende mit weniger fortgeschrittenen Sprachkenntnissen.

## Ergänzende Materialien
Zu ausgewählten Artikeln aus der Zeitung gibt es auf der Webseite des Verlages ergänzendes Übungs- und Unterrichtsmaterial (Online-Service). Dieses kann als Unterrichtshilfe und für Klausurthemen sowie zur Vorbereitung auf das Zentralabitur verwendet werden, da die Themen und Didaktisierungen den Vorgaben des Zentralabiturs entsprechen.
Ergänzend zu jeder Ausgabe der Revue de la Presse erscheinen eine Audio-CD sowie Audio-mp3-Dateien. Ausgewählte Artikel aus der Sprachzeitung werden von Muttersprachlern vorgetragen, damit die Leser auch ihr Hörverstehen schulen können. Ferner gibt es zu einigen Artikeln Arbeitsblätter mit Übungen zum Hörverstehen.
Ferner gibt es Themenhefte (Suppléments Thématiques), in denen – bereits in der Revue de la Presse publizierte, aber auch neue – Artikel zu bestimmten Schwerpunktthemen, ebenfalls versehen mit französisch-deutschem Vokabular, gebündelt werden. Veröffentlicht wurden bisher die folgenden Themenhefte: À table. 45 recettes familiales (2013), Paris (2011), Réchauffement Climatique. Les Français face à l´urgence (2009), France-Allemagne. Les hauts et les bas d’une longue amitié (2007), Regards sur la francophonie. Quel avenir pour la langue de Molière? (2005), Être adolescent aujourd’hui. Comportements, culture, passions (2004) und France d'outre-mer. Des terres métisses en mutation (2002).
Neben der Revue de la Presse erscheinen im Schünemann Verlag: die World and Press (englisch), die Business World and Press (Business-Englisch), die Read On („easy English“ für weniger Fortgeschrittene), die Revista de la Prensa (spanisch), die Leggere l’Italia (italienisch) und die Presse und Sprache (Deutsch als Fremdsprache).